# Sultanat de Demak

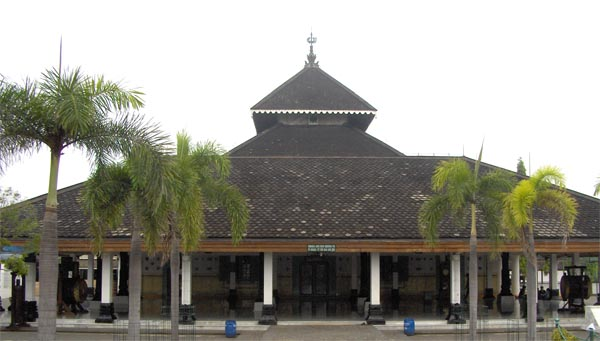
Demak, la gran mesquita.

Demak fou un sultanat d'Indonèsia del segle xvi amb centre a la moderna ciutat de Demak a Java.
Demak fou fundada a la part final del segle xv, potser per un xinès de nom Cek Ko-po. i segurament fou un port amb presència de molts comerciants àrabs i musulmans d'altres llocs com Gujarat. Potser el fill de Cek Ko-po fou el personatge anomenat Rodim pels portuguesos, mort el 1504. L'hauria succeït el seu fill o germà Raden Patah que a la tradició de Java ja s'hauria proclamat sultà i va regnar del 1505 al 1518 expandint el regne a l'est o oest.
El 1511 Patih Yunus, fill de Raden Patah, es va apoderar de Japara o Jepara; va intentar conquerir Malaca (dominada pels portuguesos) el 1511; el 1518 va succeir a Raden Patah i va tornar a atacar Malaca i va morir en la lluita (1521). El següent sultà fou el seu cunyat Trenggana que va dominar la major part de Java: va conquerir l'estat hindú-budista de Madjapahit a l'est de Java que ja estava en decadència; les seves conquestes com Bantem i Sunda Kelapa (després Jakarta) li van permetre dominar gran part de Java; el port de Tuban, esmentat per les fonts xineses d'ençà el segle xi, fou conquerit el 1527. Va ser mort a Panarukan el 1548.
A la mort de Trenggana va esclatar una guerra de successió entre el germà petit del sultà, Sekar Seda Lepen, i el fill del rei príncep Prawoto; els dos van morir a la guerra i finalment fou el fill de Sekar, Arya Penangsang, qui va pujar al tron; aviat es va haver d'enfrontar als seus vassalls dirigits per Jaka Tingkir, senyor de Boyolali, parent de Trenggana. Jaka Tingkir finalment va assolir la corona, però va traslladar la capital a Pajang.